# 萨韦尔讷区
萨韦尔讷区（法語：Arrondissement de Saverne）是法国下莱茵省所辖的一个区。总面积1241平方公里，总人口129307，人口密度104人/平方公里（2018年）。主要城镇为萨韦尔讷。在2015年的区改革中，几个来自斯特拉斯堡乡区的市镇划入该区，而该区的一些市镇被划至阿格诺-维桑堡区和莫尔塞姆区。

## 辖区
萨韦尔讷区辖有162个市镇。